# 2016-os Formula–E Buenos Aires nagydíj
A 2016-os Formula–E Buenos Aires nagydíjat február 6-án rendezték. Sam Bird saját maga és csapata első pole-pozícióját szerezte a sorozatban és klasszikus rajt-cél győzelmet aratott.

## Időmérő
| Poz. | #  | Versenyző              | Csapat           | Idő      | Superpole |
| ---- | -- | ---------------------- | ---------------- | -------- | --------- |
| 1    | 2  | Sam Bird               | DS Virgin Racing | 1:09,474 | 1:09,420  |
| 2    | 8  | Nicolas Prost          | e.dams Renault   | 1:09,473 | 1:09,751  |
| 3    | 55 | António Félix da Costa | Team Aguri       | 1:09,381 | 1:09,761  |
| 4    | 4  | Stéphane Sarrazin      | Venturi          | 1:09,236 | 1:10,298  |
| 5    | 12 | Mike Conway            | Venturi          | 1:09,602 | 1:12,391  |
| 6    | 27 | Robin Frijns           | Amlin Andretti   | 1:09,616 |           |
| 7    | 11 | Lucas di Grassi        | Audi Sport Abt   | 1:09,677 |           |
| 8    | 66 | Daniel Abt             | Audi Sport Abt   | 1:09,814 |           |
| 9    | 1  | Nelson Piquet, Jr.     | NEXTEV TCR       | 1:09,931 |           |
| 10   | 7  | Jérôme d’Ambrosio      | Dragon Racing    | 1:10,067 |           |
| 11   | 88 | Oliver Turvey          | NEXTEV TCR       | 1:10,126 |           |
| 12   | 6  | Loïc Duval             | Dragon Racing    | 1:10,130 |           |
| 13   | 23 | Nick Heidfeld          | Mahindra Racing  | 1:10,321 |           |
| 14   | 28 | Simona de Silvestro    | Amlin Andretti   | 1:10,446 |           |
| 15   | 25 | Jean-Éric Vergne       | DS Virgin Racing | 1:10,581 |           |
| 16   | 21 | Bruno Senna            | Mahindra Racing  | 1:11,306 |           |
| 17   | 77 | Salvador Durán         | Team Aguri       | 1:13,256 |           |
| 18   | 9  | Sébastien Buemi        | e.dams Renault   | 1:19,421 |           |

## Futam

### Fanboost
Az alábbi versenyzők használhatták a Fanboost-ot.
|    | #  | Versenyző        | Csapat           |
| -- | -- | ---------------- | ---------------- |
| 1. | 11 | Lucas di Grassi  | Audi Sport Abt   |
| 2. | 25 | Jean-Éric Vergne | DS Virgin Racing |
| 3. | 2  | Sam Bird         | DS Virgin Racing |

### Futam
| Poz. | #  | Versenyző              | Csapat           | Kör | Idő/Kiesés oka | Rajthely | Pont |
| ---- | -- | ---------------------- | ---------------- | --- | -------------- | -------- | ---- |
| 1    | 2  | Sam Bird               | DS Virgin Racing | 35  | 45:28,385      | 1        | 28*  |
| 2    | 9  | Sébastien Buemi        | e.dams Renault   | 35  | +0,716         | 18       | 18   |
| 3    | 11 | Lucas di Grassi        | Audi Sport Abt   | 35  | +7,525         | 7        | 15   |
| 4    | 4  | Stéphane Sarrazin      | Venturi          | 35  | +9,415         | 4        | 12   |
| 5    | 8  | Nicolas Prost          | e.dams Renault   | 35  | +11,316        | 3        | 10   |
| 6    | 6  | Loïc Duval             | Dragon Racing    | 35  | +15,660        | 12       | 8    |
| 7    | 23 | Nick Heidfeld          | Mahindra Racing  | 35  | +16,444        | 13       | 6    |
| 8    | 27 | Robin Frijns           | Amlin Andretti   | 35  | +18,685        | 6        | 4    |
| 9    | 88 | Oliver Turvey          | NEXTEV TCR       | 35  | +22,007        | 11       | 2    |
| 10   | 21 | Bruno Senna            | Mahindra Racing  | 35  | +22,456        | 16       | 1    |
| 11   | 25 | Jean-Éric Vergne       | DS Virgin Racing | 35  | +24,482        | 15       |      |
| 12   | 1  | Nelson Piquet Jr.      | NEXTEV TCR       | 35  | +24,641        | 9        |      |
| 13   | 66 | Daniel Abt             | Audi Sport Abt   | 35  | +27,998        | 8        |      |
| 14   | 28 | Simona de Silvestro    | Amlin Andretti   | 35  | +36,171        | 14       |      |
| 15   | 12 | Mike Conway            | Venturi          | 35  | +39,581        | 5        |      |
| 16   | 7  | Jérôme d’Ambrosio      | Dragon Racing    | 34  | +1 kör         | 10       | 2*   |
| Ki   | 55 | António Félix da Costa | Team Aguri       | 17  | Kiesett        | 2        |      |
| Ki   | 77 | Salvador Durán         | Team Aguri       | 14  | Kiesett        | 17       |      |

Jegyzetek:
- 3 pont a Pole-pozícióért.
- 2 pont a futamon futott leggyorsabb körért.

## A világbajnokság élmezőnyének állása a verseny után
(Teljes táblázat)
| H  | Versenyzők        | Pont | H  | Konstruktőrök    | Pont |
| -- | ----------------- | ---- | -- | ---------------- | ---- |
| 1. | Sébastien Buemi   | 80   | 1. | e.dams Renault   | 101  |
| 2. | Lucas di Grassi   | 76   | 2. | Audi Sport Abt   | 86   |
| 3. | Sam Bird          | 52   | 3. | Dragon Racing    | 62   |
| 4. | Loïc Duval        | 32   | 4. | DS Virgin Racing | 58   |
| 5. | Jérôme d’Ambrosio | 30   | 5. | Mahindra Racing  | 34   |

- Jegyzet: Csak az első 5 helyezett van feltüntetve mindkét táblázatban.